# Acanthocercus annectens
Acanthocercus annectens là một loài thằn lằn trong họ Agamidae. Loài này được Blanford mô tả khoa học đầu tiên năm 1870.